# Manuel Pavía

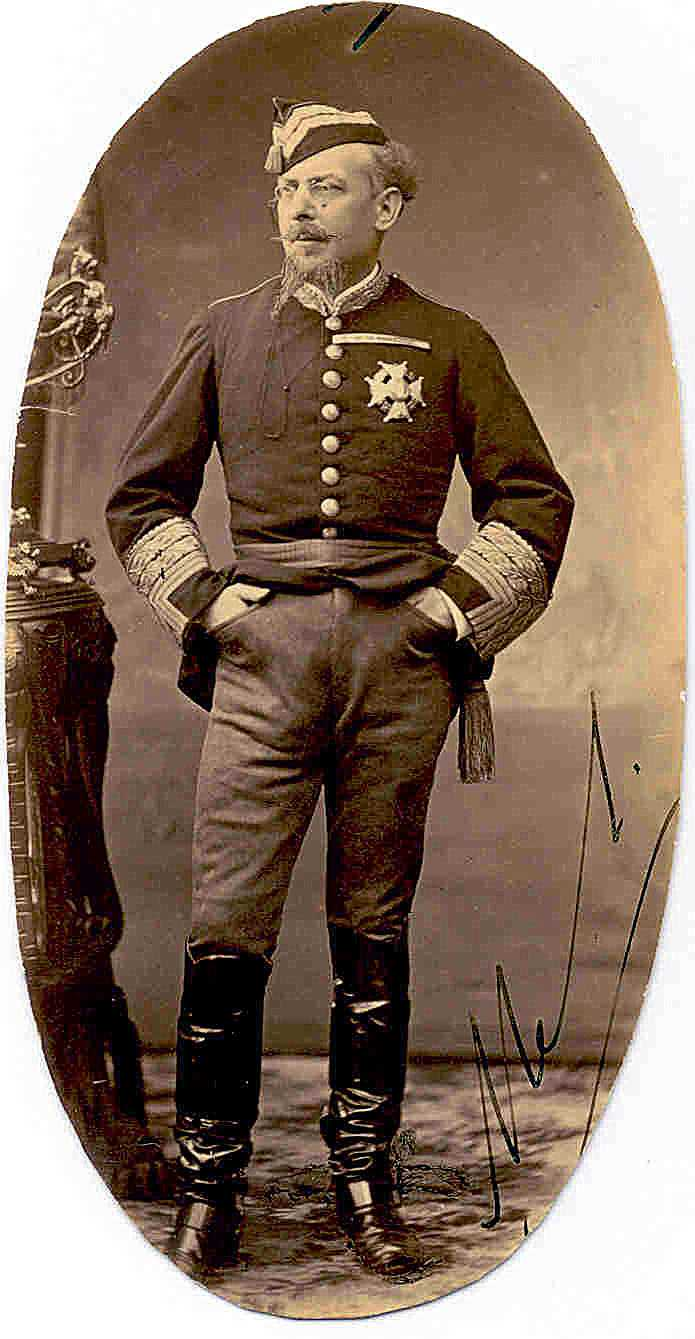
General Manuel Pavía y Rodríguez de Alburquerque (1827-1895)

General Manuel Campos y Pavía foi um simpatizante do monarquismo que efetuou um golpe de estado (uma vez que este não possuía maioria no parlamento).
Nomeou presidente Francisco Serrano y Domínguez, em cujo mandado foi dado fim à Primeira República Espanhola e foi restituída a Monarquia Espanhola, assumindo o Rei Afonso XII, filho de Isabel II.